# Estudo Transcendental n.º 8

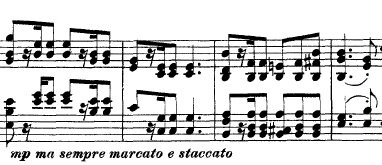
Tema principal do Estudo Transcendental n.º 8 em mi bemol maior

O Estudo Transcendental n.º 8 "Wilde Jagd" (Caça Feroz) é o oitavo da obra Estudos Transcendentais de Franz Liszt. Apesar de não estar entre os Estudos mais difíceis da obra, ele requer resistência excepcional e elementos de técnica rigorosos. Pulsos fortes e firmes são necessários para ultrapassar as dificuldades que este Estudo impõe ao pianista.
A segunda versão desta peça está nos padrões da forma-sonata, com um primeiro sujeito em Dó Menor, um segundo sujeito em Mi Bemol Maior e uma recapitulação do primeiro sujeito. Ela é monotemática (pois o segundo sujeito deriva do primeiro sujeito). Na versão Transcendental da peça, Liszt removeu a recapitulação do primeiro sujeito, além de outra passagem que a antecede.
Quando tocada no ritmo que Liszt exige ("Presto Furioso"), a peça se torna altamente formidável e agradável. Saltos abertos e graves no começo dão um caráter violento e explosivo à peça (fazendo jus ao seu nome). A sessão lírica do meio envolve alguns saltos de mão esquerda difíceis que englobam duas oitavas, mas isto pode ser superado por pulsos flexíveis embora firmes. O final envolve uma sessão difícil de oitavas saltando na mão direita. A peça finaliza com uma torrente de acordes descendentes relativamente fácil.